# Henry Weber
Henry Weber (ur. 30 sierpnia 1988 w Stralsund) – niemiecki bokser kategorii superśredniej.

## Kariera zawodowa
Jako zawodowiec zadebiutował 10 lutego 2007 roku. Do końca 2011 roku stoczył 16 pojedynków, z których 15 wygrał i 1 zremisował, pokonując m.in., Chorwata Stjepana Božića.
14 stycznia 2012 roku zmierzył się z Robertem Stieglitzem o mistrzostwo świata WBO w wadze superśredniej. Weber pomimo dzielnej postawy przegrał jednogłośnie na punkty (109-119, 110-118, 112-116). Na ring powrócił 31 marca, pokonując jednogłośnie na punkty Lorenzo Di Giacomo.